# 부활호
부활(復活)은 대한민국에서 최초로 개발한 군용기로서 한국 전쟁 중에 대한민국 공군 기술학교의 주도로 개발이 시작되었으며 1953년 10월에 시험 비행을 성공하였다. 부활이라는 이름은 이승만 대통령이 하사한 것이다. 연락, 정찰, 심리전 등의 다목적 항공기로 개발된 부활호는 1960년대 이후 돌연 자취를 감추었으나 부활호 개발 책임자였던 이원복 씨(예비역 공군 대령, 1926~2021)의 수소문 끝에 2004년 1월 대구 경상공업고등학교에서 뼈대만 남은 원형을 발견할 수 있었다. 발견 이후에 대한민국 공군의 주도로 복원작업이 이루어져 2004년 10월에 복원이 완료되었다. 2008년 10월에는 등록문화재 411호로 지정되었으며 이후 경상남도와 사천시에 의해 개량복원사업이 시작되어 2011년 6월에 2기가 제작되어 시험비행을 완료하였다. 2020년 7월에는 국가중요과학기술자료 산업기술-4(2020)호로 지정되었다.

## 개발
아직 한국 전쟁이 진행 중이던 1953년 6월 공군기술학교(지금의 공군군수1학교) 제3대 교장으로 부임한 김성태(金成泰) 대령이 기술학교 정비교육대에 경비행기의 설계제작을 지시하였다. 당시의 보도 및 기록을 종합하면 그 목적은 당시 기술학교에서 근무하는 기간장병들과 피교육 중이던 훈련생들의 항공기술과 관련된 실험과 연구를 위해서였다고 볼 수 있다. 이후 이 임무를 위해 당시 공군기술학교 정비교육대 정비과장 이원복(李元馥) 소령 및 공군기술학교 교관과 조교들로 구성된 27명의 제작요원들이 개발에 참여하게 되었다. 부활호 제작요원들은 대체로 해방 이후 고등교육을 통해 공학, 특히 항공공학을 정식으로 배운 전공자, 일제강점기에 민간항공 및 일본군에서 근무한 적이 있던 기성 항공인, 그리고 대한민국 공군 창군 이후 자체적으로 양성한 항공기술병력 등으로 다양하였다. 여기에 추가로 서울대학교 조선항공학과 4학년 학생 들이 참여한 것으로 짐작되나 정확한 명단은 밝혀지지 않았다. 항공기 개발이 시작된 정확한 시점은 분명하지 않으나 김성태 대령의 요구가 1953년 6월에 있었던 것을 보면 개발이 본격화된 것은 이 시점 이후부터라고 짐작된다. 이때 개발 프로젝트 이름은 국산기 신형 비행기였으며 개발과정 사진에서 확인 가능한 설계요구조건은 다음과 같다.
| - 목적 1. 국산 제작용이 2. 관측, 연락용 3. 육상기 수상기로 전환 가능할 것 - 성능 1. 착륙속도 70 ~ 75km/h 2. 항속거리 약 300km - 승원 2명 - 하물 30kg - 기타 - 꼬리바퀴 좌우 각 2개 - 하방시계 고려 |

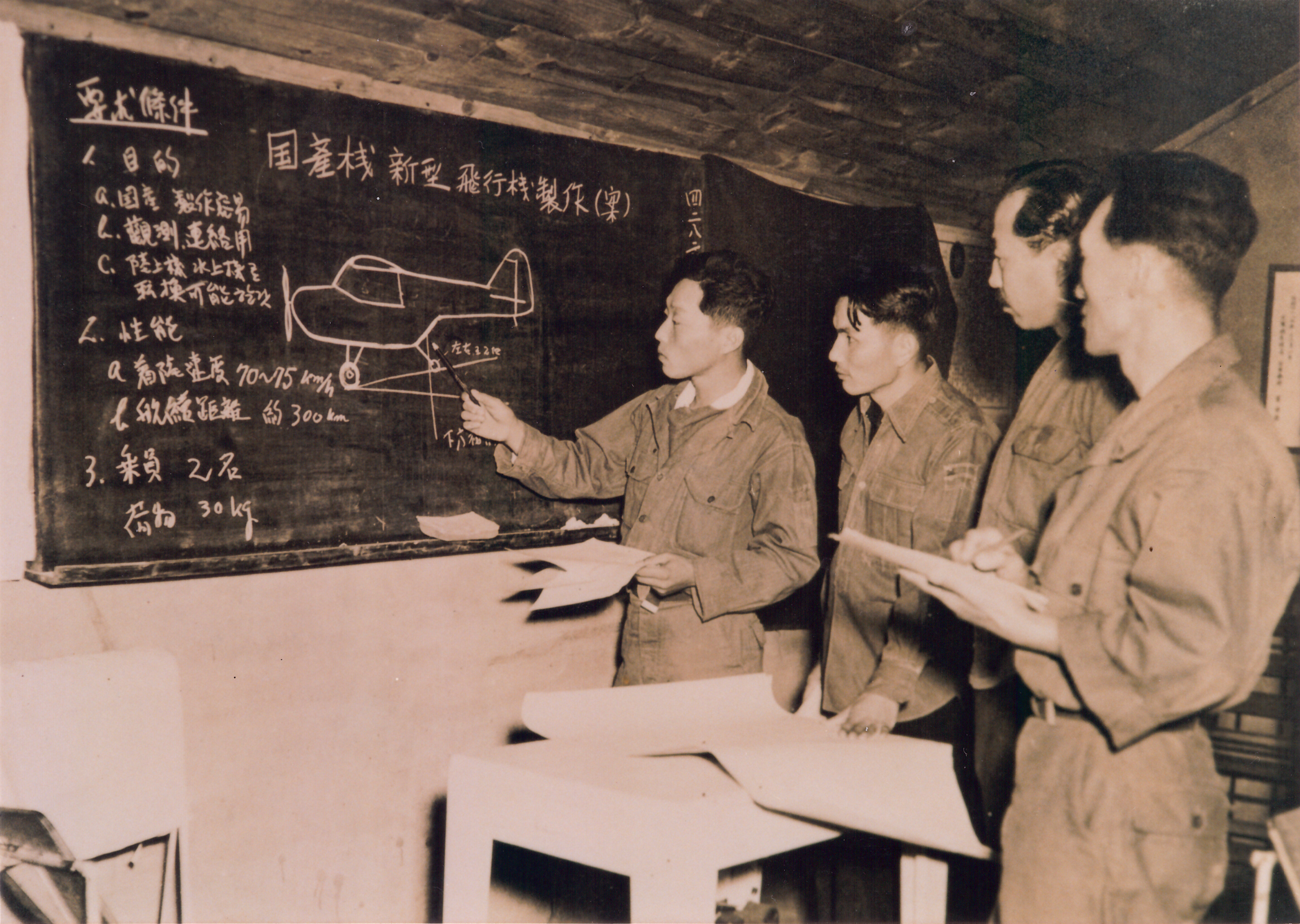
부활호 설계요구조건에 대한 설명

이후 공군사천기지의 한 격납고에서 개발이 이루어졌다. 당시 한국에 항공산업 기반이 전무하였으므로, 개발에 사용된 부품은 기지 내의 기존 항공기에서 빼낸 것이나 잉여 자재, 미 제6146공군군사고문단(6146th Air Force Advisory Group)의 협력 하에 구한 것을 사용한 것으로 짐작된다. 기본 설계만으로도 제작 기간을 줄이기 위해서 가급적 기본적인 기자재를 활용하였다. 엔진, 프로펠러, 착륙장치, 계기, 연료통, 조종장치 등은 기존 L-4, L-5, L-16 연락기의 것을 사용하였으며 동체와 날개 등 기체 구조물은 스스로 설계 및 제작하였다. 

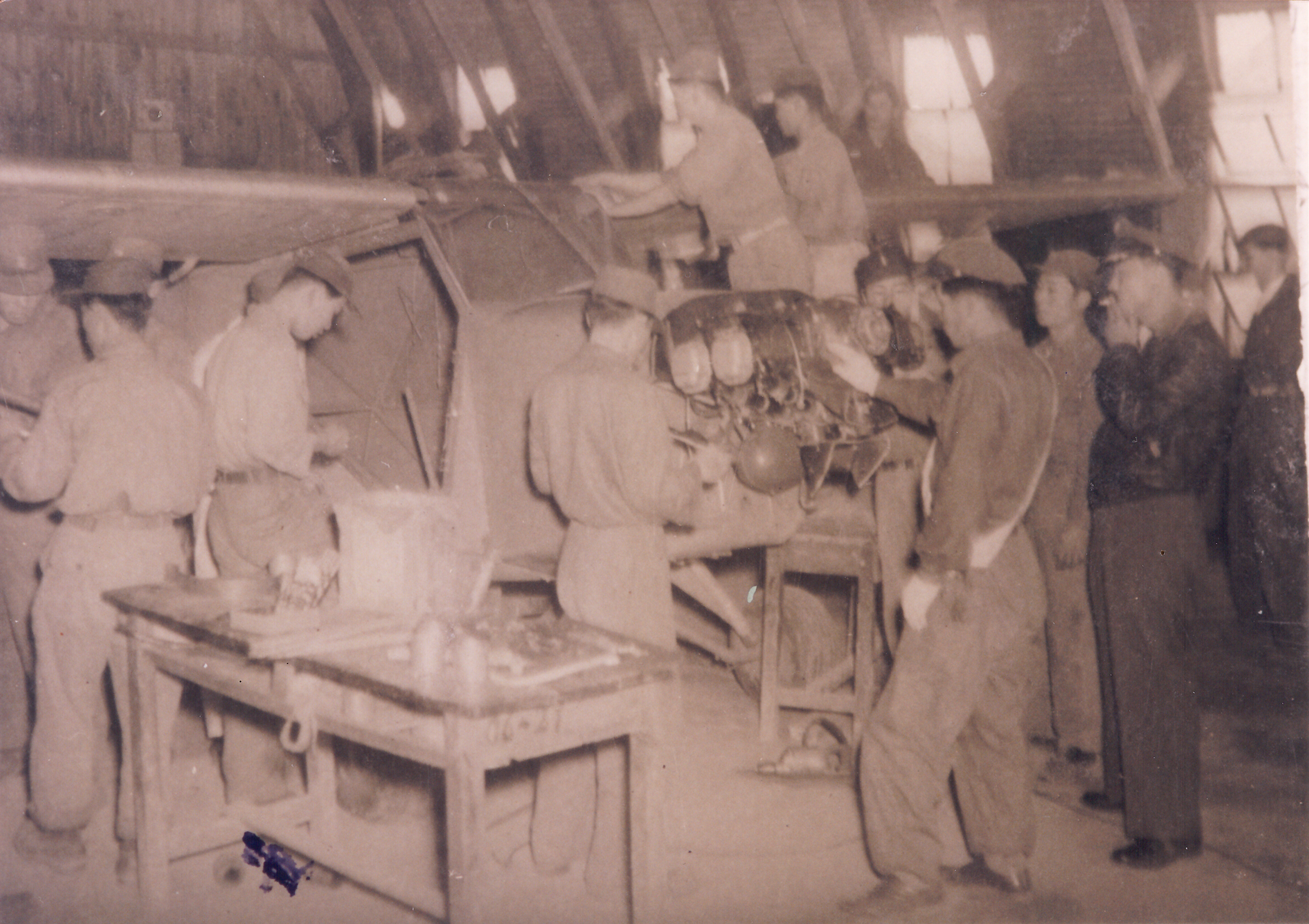
제작 도중의 부활호

 이때 군사원조로 공급된 알루미늄 합금 골격재와 판재를 사용했으며 조종석의 일부는 나무로 만들어졌다. 전반적으로는 개략설계를 하고 현장맞춤식으로 작업을 추진했다. 연구개발 필수요소가 잘 갖추어지지 않은 상태에서 개발이 진행되었기 때문이었다. 하지만 제작요원들은 여러 가지 어려움을 극복하고 1953년 10월 10일에 기체를 완성하였다.

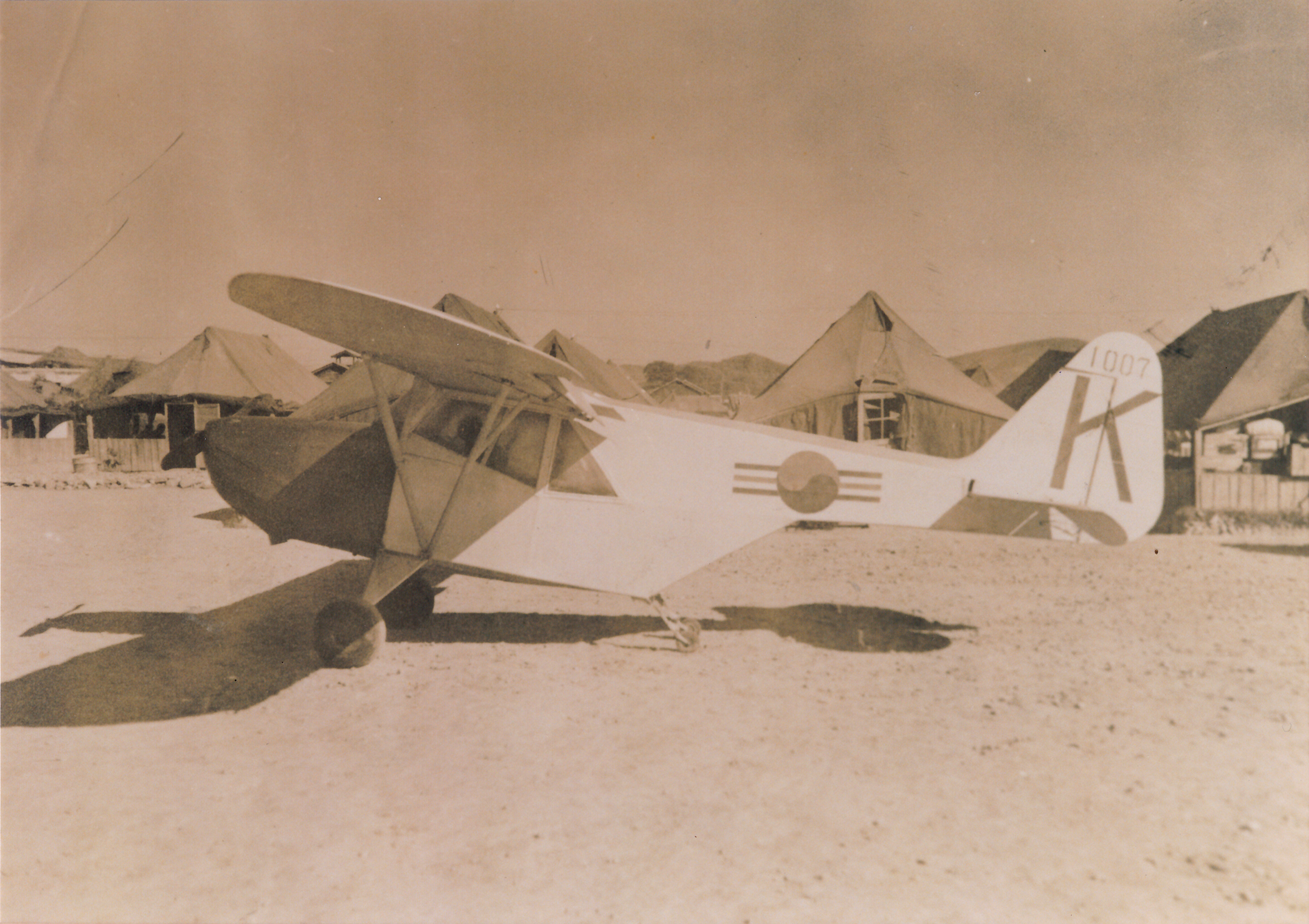
완성된 부활호

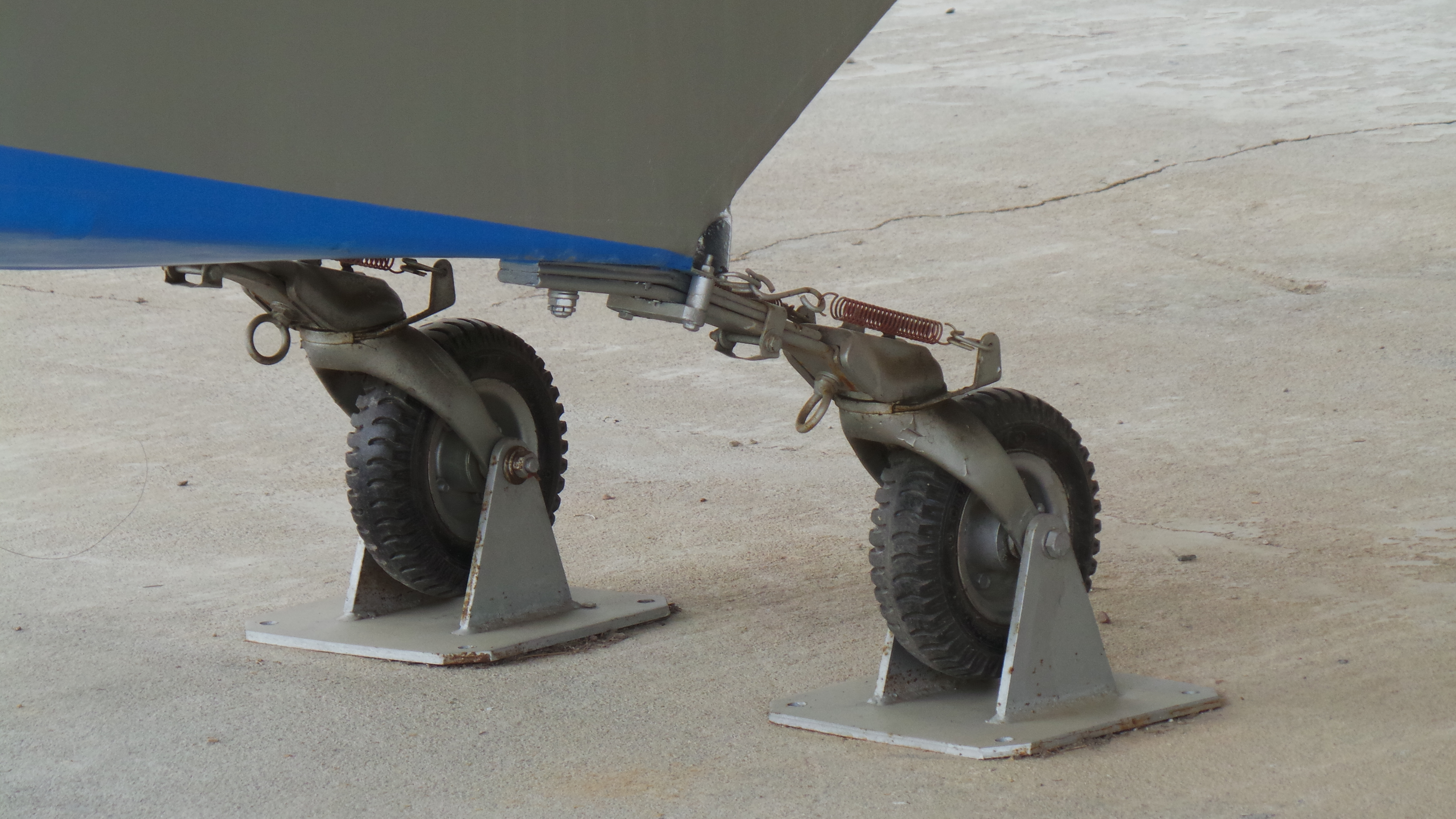
부활호의 특징인 이중 꼬리바퀴

완성된 부활호는 꼬리바퀴식(tail-dragger) 항공기였는데 특이한 점은 꼬리바퀴를 하나씩 가지고 있는 보통의 꼬리바퀴식 항공기와는 달리 꼬리바퀴가 2개이며 동체 중간 아래쪽에 설치되어 있다는 점이다. 이는 지상에서 기수의 높이를 낮춰서 지상활주시 전방시야를 좋게 하기 위해서이다. 또한 반도라는 대한민국의 지리적 특성상 수상기로서도 사용할 수 있게끔 하기 위해 주 바퀴다리의 바퀴를 떼어내고 부주(float)를 설치할 수 있었다. 이때 2개의 꼬리바퀴는 2개의 부주를 고정시키기 위한 하드포인트로 사용된다. 또한 전단지를 살포하고 사진촬영을 하게끔 하기 위해서 동체 뒤쪽에 여닫을 수 있고 투명한 투하창이 설치되었다. 엔진은 출력 85마력인 컨티넨탈(Continental) O-190-1(C85-8FJ)이 사용되었다. 기체번호는 1호기가 아닌 1007호로 붙여졌는데, 이는 1950년 9월 1일 의성 전투 당시 대한민국 공군 최초로 적기에게 피격되어 전사한 조종사 천봉식(千奉植) 중위의 성인 '천'과 발음이 같은 숫자 1,000에 행운의 숫자 7을 더한 것이다.

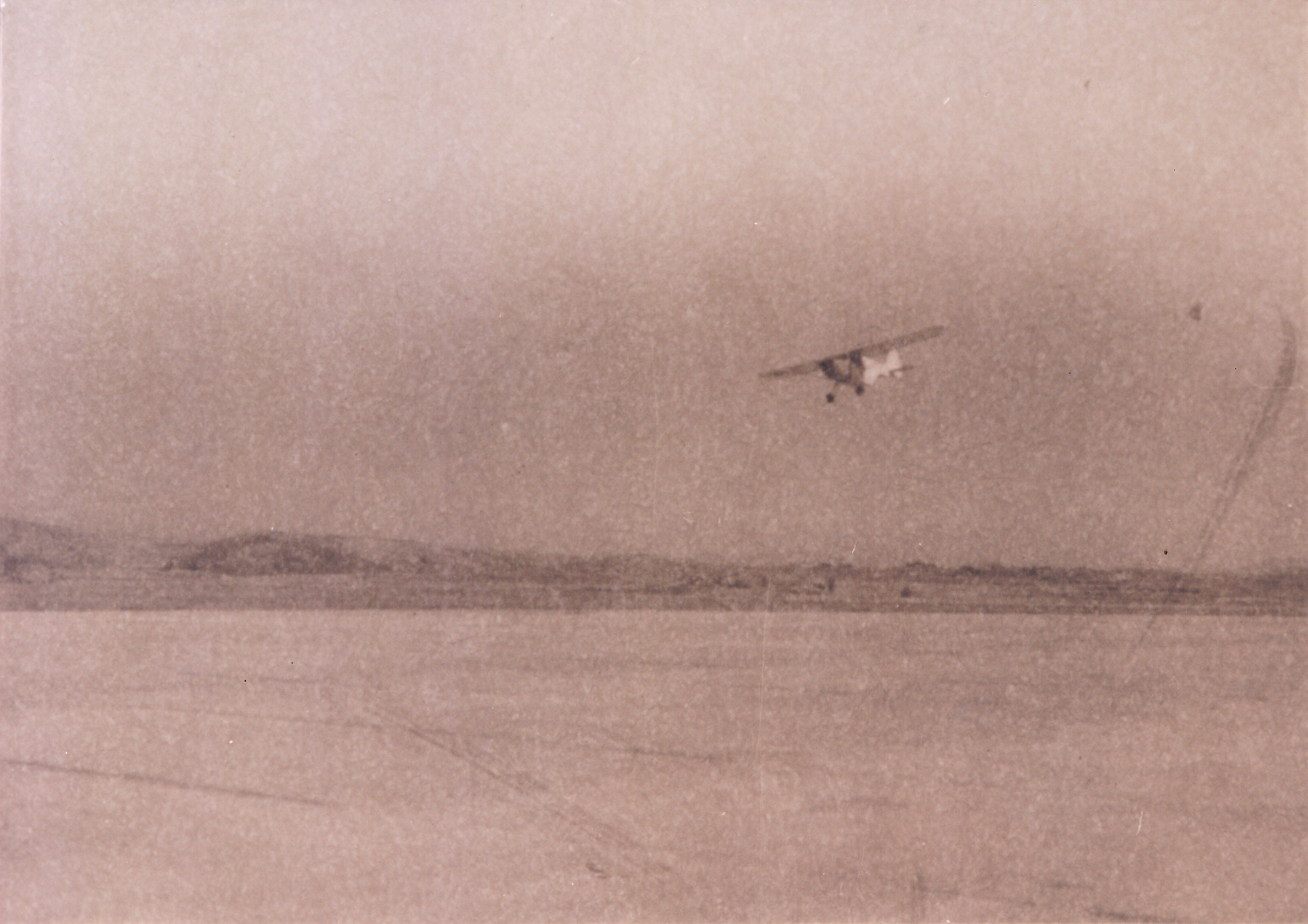
비행중인 부활호

부활호의 시험비행은 1953년 10월 11일에 이루어졌다. 조종은 민영락(閔泳洛) 소령이 맡고 이원복 소령이 후방석에 동승하여 오전 10시경에 비행을 시작하였다. 이때 부활호는 약 2시간 동안 비행했다고 알려져 있다. 그러나 이 비행이 부활호의 초도비행인지는 확실하지 않다. 이후 공군본부의 지시로 부활호는 대구 동명비행장으로 공수되어 최용덕 제2대 공군총참모장을 비롯한 공군 지휘부의 시찰을 받았으며 이때 평가를 위해 김신 작전국장이 시승하기도 하였다.

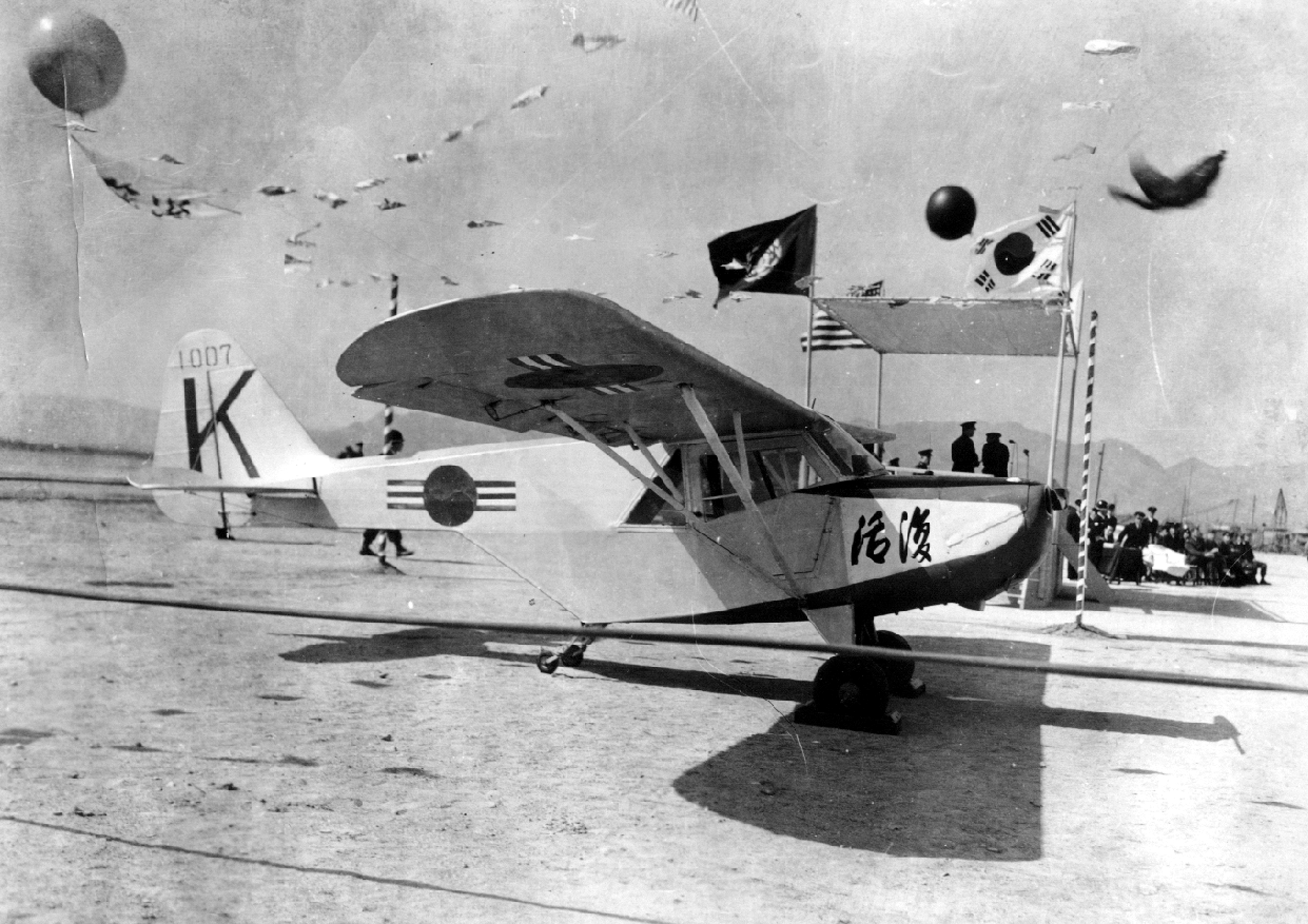
명명식 당시 부활호

1954년 4월 3일에는 공군김해기지에서 부활호의 명명식이 거행되었는데 이때 이승만 대통령이 復活이라는 휘호를 친필로 하사하였다. 하지만 부활이라는 휘호가 갖는 정확한 의미는 아직 알려져 있지 않다. 명명식 외에도 개발 공로자들에게 표창장이 수여되었으며 작업에 참여한 장병들에게는 「공본일반명령 제10호」에 의거하여 화랑무공훈장이 수여되었다. 특이한 점은 표창장의 명단에는 제작요원 27명이 모두 포함되어 있으나 훈장 수여자 명단에는 장교들이 제외된 사병들만 올라 있다는 점이다. 또한 이날에는 시험비행 재현도 이루어졌다. 명명식에는 부통령 함태영 (이승만 대통령 대리), 국방부장관 손원일, 합동참모의장 이형근 대장, 공군참모총장 최용덕 중장, 해군참모총장 박옥규 중장, 해병대사령관 김석범 중장, 작전국장 김신 준장 등 각군의 인사와 미군 고급참모들이 참석하였다.
| 계급     | 성명           | 훈장(은성화랑무공훈장) 수여여부 |
| -------- | -------------- | ------------------------------- |
| 중령     | 김석환(金石桓) | 수여받지 못함                   |
| 소령     | 김용배(金容培) | 수여받지 못함                   |
| 소령     | 이원복(李元復) | 수여받지 못함                   |
| 소령     | 김우석(金尤錫) | 수여받지 못함                   |
| 대위     | 이희명(李熙明) | 수여받지 못함                   |
| 중위     | 임달연(林達淵) | 수여받지 못함                   |
| 중위     | 이건호(李健浩) | 수여받지 못함                   |
| 일등상사 | 김정혁(金鼎赫) | 수여받음                        |
| 일등상사 | 전형규(田亨奎) | 수여받음                        |
| 일등중사 | 문용호(文龍浩) | 수여받음                        |
| 일등중사 | 이현재(李玄宰) | 수여받음                        |
| 일등중사 | 류일선(柳日善) | 수여받음                        |
| 이등중사 | 고명식(高明植) | 수여받음                        |
| 이등중사 | 정기효(鄭竒孝) | 수여받음                        |
| 일등중사 | 이영수(李英洙) | 수여받음                        |
| 일등중사 | 오영교(吳永敎) | 수여받음                        |
| 이등중사 | 이경완(李慶完) | 수여받음                        |
| 이등중사 | 지수홍(池壽泓) | 수여받음                        |
| 이등중사 | 김부환(金富煥) | 수여받음                        |
| 이등중사 | 박두원(朴斗源) | 수여받음                        |
| 이등중사 | 손재하(孫在夏) | 수여받음                        |
| 이등중사 | 박노정(朴魯正) | 수여받음                        |
| 이등중사 | 어한우(魚韓愚) | 수여받음                        |
| 이등중사 | 이기웅(李起雄) | 수여받음                        |
| 하사     | 고재일(高在一) | 수여받음                        |
| 하사     | 조경구(趙璟九) | 수여받음                        |
| 하사     | 서성수(徐晟洙) | 수여받음                        |

## 실종 및 발굴
부활호는 단 1대만 제작되었다. 명명식 이후 부활호가 어떻게 보관 및 활용되었는지는 알려져 있지 않다. 다만 공군이 보유하고 있는 자료와 일부 증언을 바탕으로 짐작해 보면 1960년까지 공군기술학교가 보유하고 있었던 것으로 보인다. 1960년 10월에는 공군기술교육단에서 폐기처분하려던 것을 당시 대구시 대명동 101번지에 있던 한국항공대학에 이관되었다. 한국항공대학은 1963년 한국항공초급대학으로 이름이 바뀌었으며 1966년 2월 28일에 폐교되었다. 그리고 1967년 3월 2일에 같은 자리에 경상공업고등학교가 개교하게 되었다. 부활호는 이후 한국항공학교에 의해 분해되면서 심각하게 훼손되었으며 이후 수십 년 동안 창고에 보관된 채 잊힌다. 부활호의 이름은 거의 알려지지 않다가 1980년대 중엽 이후 항공우주 과학자들과 국방과학기술자 등의 저술을 통해 조금씩 언급되는 정도였다. 한편 부활호 제작을 총지휘했던 이원복은 1955년 3월까지 미 공군기술학교에서 1년간 정비관리 교육을 이수하였는데 귀국한 직후 부활호가 행방불명되었다는 소식을 듣고 수소문하였으나 찾지 못했다고 주장하였다. 이후 그는 1965년 12월 대령으로 예편하고 1969년부터 대한항공에서 근무하였으며, 1989년부터는 미국 실험항공기협회의 한국 지회장을 맡는 등 대한민국 항공기산업 분야에서 활동하였다. 그러던 중 그는 1999년에 대한항공협회 윤일균 회장으로부터 주한 미군 군사고문단이 부활호를 시험평가하기 위해 미국으로 가져갔다는 소문을 접했다. 그 이후 그는 미국의 항공기 개발사인 세스나사에서 부활호를 인수하여 O-2의 설계에 참고 자료로 활용하였다는 풍문을 듣고 세스나 사에 알아보았으나 실패한다. 같은 해에는 대한민국 공군에서 남아있는 사진과 제원, 이원복의 증언을 토대로 역설계하는 방식으로 부활호를 실물과 비슷하게 복원하여 3월 25일에 공군사관학교 박물관에 전시하였다.
그리고 2003년 12월, 라이트 형제의 첫 비행 성공 100주년을 맞았을 무렵 중앙일보의 심재우 기자는 한국 항공역사에도 무언가 특별한 것을 찾기 위해 수소문하다 이원복과 연락이 닿게 된다. 이로서 중앙일보 2003년 12월 17일자에 사라진 부활호를 찾는다는 기사를 내보내기에 이른다. 다행히 경상공업고등학교에서 1974년까지 서무과장으로 근무한 적이 있는 이방치라는 사람으로부터 경상공업고등학교 창고에 비행기가 보관되어 있다는 사실을 제보받을 수 있었다. 마침내 2004년 1월 13일 부활호 제작 당시 판금작업을 맡았던 문용호(文龍浩, 당시 계급 일등중사)와 함께 경상공업고등학교 제도실 건물 지하창고에서 부활호를 찾아낸다. 발견 당시 부활호는 외피가 거의 없이 뼈대만 남아 있었으며 날개, 엔진, 프로펠러 등 주요 부품이 모두 사라져 형체를 알아볼 수 없었다. 그러나 다행히 기수 측면의 친필 휘호가 반쯤 벗겨진 채로 남아 있었기 때문에 부활호임을 알아볼 수 있었다고 한다.

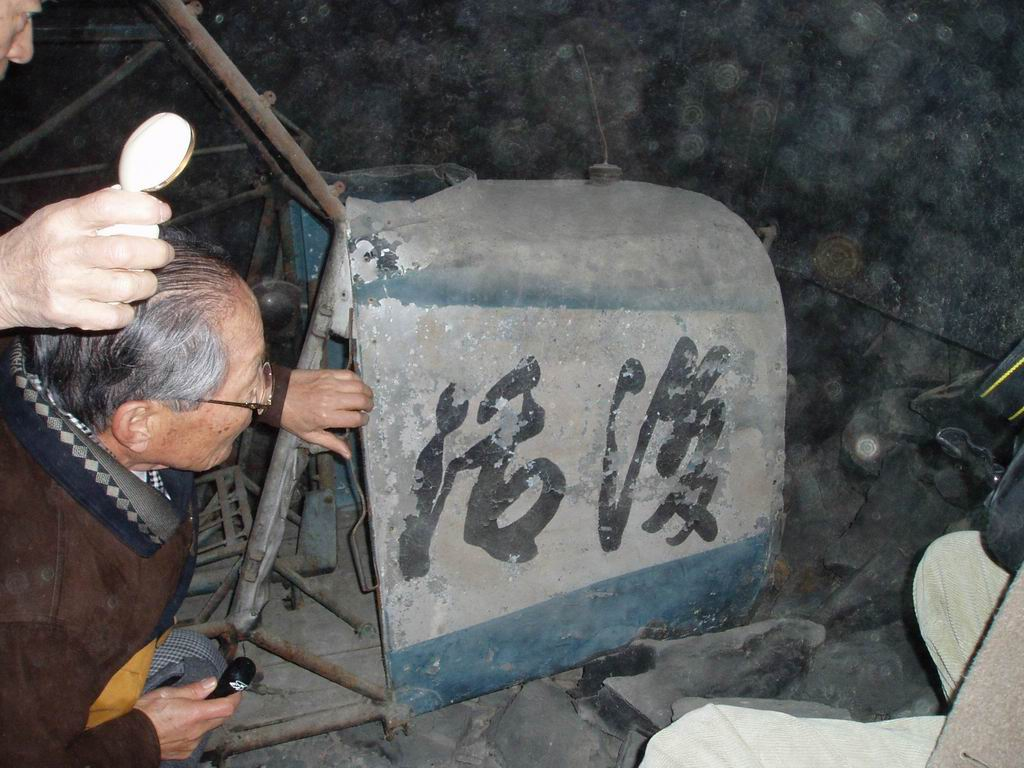
경상공업고등학교 지하창고에서 발견된 부활호

부활호가 발견되었다는 사실은 2004년 1월 15일자 중앙일보에 실림으로서 세상에 알려지게 되었다. 이후 대한민국 공군 내부에서 부활호의 회수 및 복원에 대한 검토와 계획이 이루어지게 된다. 제작은 이미 공군사관학교 박물관에 전시 중인 모형을 만든 제81항공정비창 소속의 정비사들로 이루어진 복원전담팀이 맡게 되었다. 이 전담팀의 인원은 부활호를 최초로 제작한 공군측 제작요원과 동일한 27명으로 구성되었다. 2004년 6월 9일에는 이원복과 문용호가 참석한 가운데 81창 소속 정비사들에 의해 부활호를 지하창고에서 꺼내었다. 이때 부활호가 손상되지 않게끔 작업은 중장비를 사용하지 않고 인력으로만 진행하였다.

## 복원

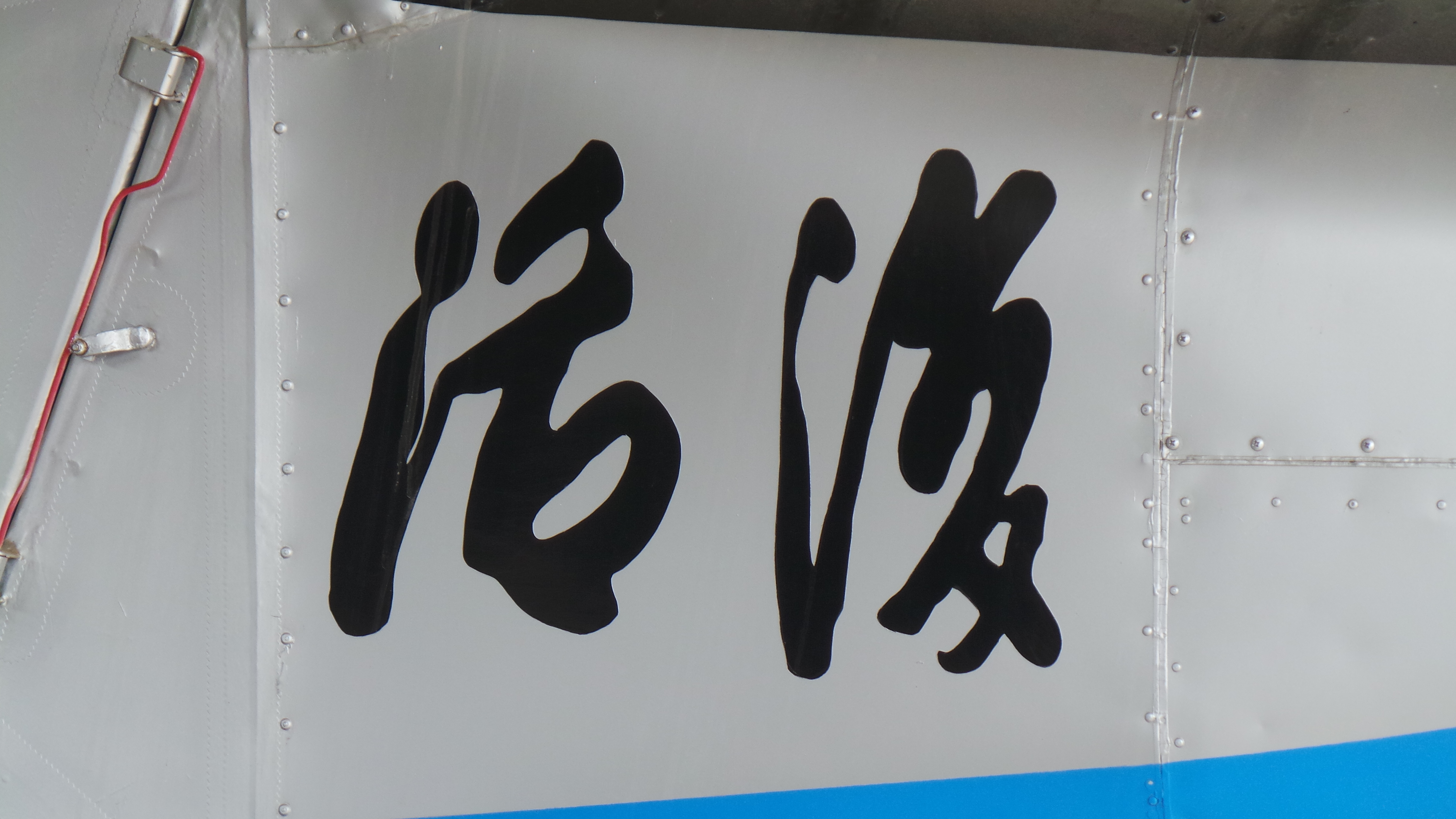
부활호 복원기에 적힌 "復活" 글씨

부활호는 발견 이후 곧바로 복원이 추진되었다. 그 이유는 공군의 문건을 참고하면 부활호 제작자가 복구 및 비행을 희망하였기 때문이었다. 당시 부활호는 수십 년 동안 소홀하게 관리되어 훼손 정도가 심각한 상태였다. 이 때문에 공군군수사령부에서는 비행을 고려하였을 때 남아 있는 기골을 활용하여 복원하는 것은 불가능으로 판단하였다. 그러나 이런 군수사의 의견에도 불구하고 공군은 결국 원형기 기골을 사용하여 복원하기로 결정하였다.

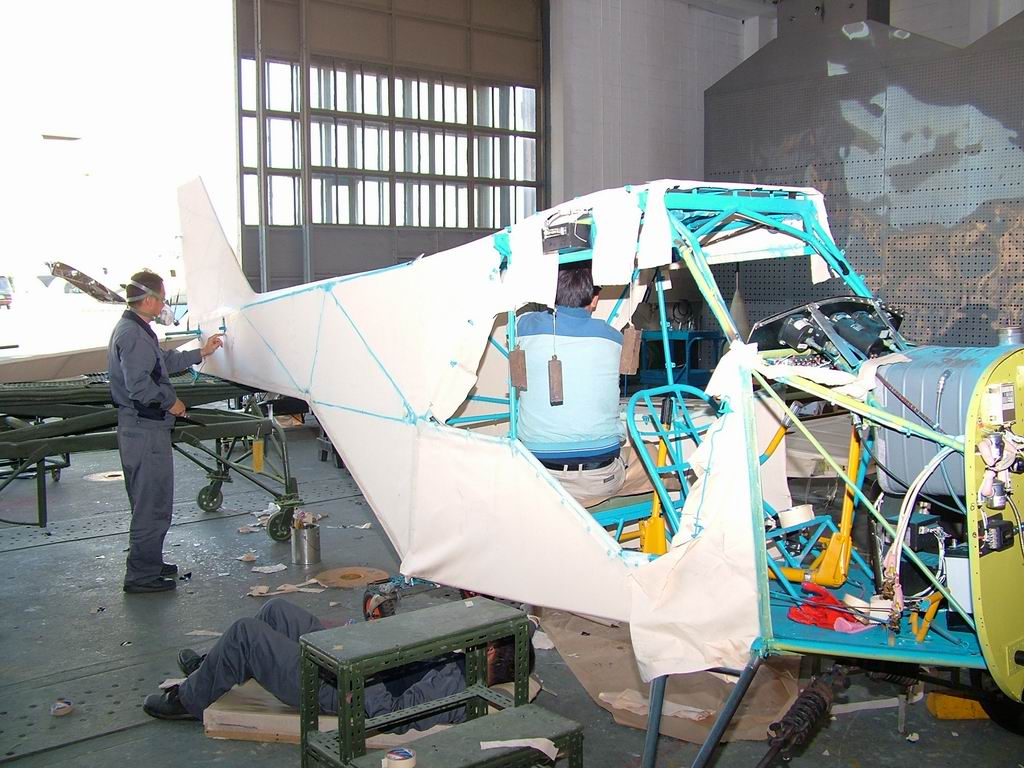
복원작업 중인 부활호

복원작업은 2004년 6월 9일 부활호 기골이 경상공고로부터 81창으로 옮겨진 직후 시작되었다. 동체 옆면에 쓰인 휘호가 지워질 것을 염려해서 미리 글자의 모양을 떠 둔 뒤 뼈대의 녹을 제거하고 비파괴검사를 수행하였다. 설계도가 남아 있지 않았기 때문에 전체 치수는 남아있는 기골에 의존해 역설계하였다. 이 때 이원복과 문용호의 도움을 받아 200장이 넘는 설계도가 완성되었다. 각 부품은 제작하기 전에 종이로 모형을 만들어 실험, 검증하였으며 기체를 제작할 때는 기계를 사용하지 않고 전통적인 수작업 방식을 사용하였다. 하지만 친필 휘호와 기체번호는 컴퓨터를 사용하여 자료사진과 비교하여 훼손된 글자의 원형을 살려냈다. 또한 50년전의 그것과 같은 부품을 찾기 위해 미국의 항공기 제조사와 중고품 시장을 뒤졌으며, 엔진을 찾기 위해 수소문한 끝에 비슷한 사양의 엔진을 가진 서동화로부터 7월에 엔진을 기증받았다. 이에 따라 지상 시동점검(run-up)이 10월 6일에 이루어졌다. 하지만 복원 도중 충분한 예산과 기간이 주어지지 않았고 이전에 충분한 연구가 없었다는 문제 때문에 여러 부분에서 원형기와 달라진 부분도 생겼다. 어쨌든 10월 말에는 복원이 완료될 수 있었다. 이때 1대의 목업(mock-up)기체가 추가로 만들어졌으며 이는 전쟁기념관에 전시되고 있다.
당초 부활호의 복원기념행사는 부활호가 초도비행을 한 날짜인 10월 11일에 거행하려 했으나 2004년 10월 22일이 돼서야 복원기념행사를 할 수 있게 된다. 복원기념식은 제81항공정비창 주기장에서 열렸는데 이날 부활호는 비행하지 않았고 대신 KT-1과 나란히 지상활주를 하였다. 이는 대한민국 최초의 항공기와 대한민국 최초의 양산형 항공기가 함께한다는 상징적 의미를 부여한 것이다. 이날 행사에는 이원복, 민영락, 이승만 전 대통령의 아들 이인수, 그리고 제81항공정비창의 전 장병 및 군무원이 참석하였으나 부활호 제작과 발굴, 복원의 또다른 주역인 문용호는 2004년 9월 8일 78세를 일기로 타계하였으므로 참석하지 못하였다.
이후 대한민국 공군에서 문화재 등록 신청을 하여 2008년 10월 1일에 등록문화재 411호로 지정되었다. 2008년 10월 23일에는 이를 기념하여 설계자 이원복의 흉상 제막식이 열렸다. 흉상은 경상남도 사천시 소재의 항공우주박물관에 전시되어 있다. 2020년 7월 1일에는 과학기술정보통신부에 의해 국가중요과학기술자료 산업기술-4(2020)호로 지정되었다.

### 원형기와 복원기 사이 차이점
- 기체 계통

- 원형기의 주날개는 사진자료를 가지고 측정해 보면 폭이 9.7 m 내외로 짐작되나 복원기는 현재 알려져 있는 제원에 따라 12.7 m로 되어 있다.
- 원형기 주날개 구조물은 기존 L-4 등에 사용되던 것과 같은 트러스형 조립식 리브(rib)와 알루미늄 자재를 조립하여 만든 날개보(spar)로 이루어져 있으나 복원기의 경우 알루미늄판을 타출하는 방식으로 제조된 것이 사용되었다.
- 원형기 주날개에는 슬롯 플랩(slot flap)이 적용되었으나 복원기 주날개에는 일반 플랩(plain flap)이 적용되었다.
- 원형기 주날개의 보조날개(aileron)는 일부가 외부로 드러난 케이블을 통해 작동되지만 복원기에서는 외부로 드러난 보조날개 조종 계통이 없다.
- 원형기의 엔진 카울링은 L-16의 것을 그대로 사용 내지는 모방하여 제작한 것으로 보이나 복원기의 경우 직접 만들어져 세부적인 형상과 조립방식 등에서 차이가 있다.
- 원형기의 전방 방풍창(windshield)은 옆에서 보았을 때 굴곡이 없으나 복원기의 전방 방풍창은 약간 앞으로 튀어나온 형상을 하고 있다.
- 원형기의 주 착륙장치는 L-16의 것을 그대로 사용하였으나 복원기의 착륙장치는 81창이 L-4의 것을 참고하여 자체적으로 제작한 것이 사용되었다.
- 꼬리 착륙장치의 경우 원형기와 복원기 사이에 아래쪽으로 꺾인 각도가 약간 다르다.
- 동력 계통

- 원형기의 엔진은 C85-8FJ 이지만 복원기에는 C90 계열 엔진이 사용되었다.
- 원형기의 프로펠러는 McCauley사의 1A90/CF7045가 장착되었던 것으로 보이나 복원기에는 같은 회사의 1A100/MCM6950이 사용되었다.
- 장비 계통

- 원형기 조종석에는 L-4 계기판 구성품을 재배치한 계기가 설치되어 있었던 것으로 짐작되나 복원기 조종석 계기의 배치는 원형기의 사진과는 다르며 원형기에는 없었던 항전장비용 스위치 및 회로차단기, 내부 통신장비가 추가되어 있다.
- 복원기에는 동정압 계통 가운데 고도 측정용 정압공이 측면 창문 바로 뒤쪽에, 속도 측정용 피토관이 우측 주날개 아래에 위치해 있으나 원형기 사진에서는 같은 위치에서 아무것도 발견할 수 없다. 원형기 동정압 계통의 정확한 위치는 불확실하다.
- 도색

- 원형기의 도색은 기수 상단의 검은색 반사방지영역(anti-glare) 아래쪽에 파란색 색상 영역이 객실 부분까지 이어져 있으나 복원기에는 다르게 칠해져 있다.
- 원형기의 수직꼬리날개에 그려진 호수(1007)는 각진 군용 스텐실(military stencil) 계열의 글씨체가 사용되었으나 복원기에는 다른 글씨체가 적용되었다.

## 개량복원
2008년 10월 16일 경상남도와 사천시가 부활호 2대를 복원하여 한 대는 박물관에 보관하고 다른 한 대는 사천항공우주엑스포에서 축하비행을 하는 등의 실제 비행임무를 수행하게 할 것이라는 계획을 발표하였다. 이번 복원계획은 단순한 복원이 아닌 개량복원으로, 2004년 공군이 복원한 기체의 형상은 유지하되 처음부터 모든 설계과정을 전자화하여 영구보존하면서 최신의 설계 및 제작 기술로 성능이 한층 향상된 기체를 만드는 것을 주된 목적으로 한 것이다. 이는 또한 경상남도의 항공산업 인프라를 이용한 고유 소형항공기 개발을 촉진하고 궁극적으로는 중형 민간항공기의 최종 조립공장을 설치하여 사천시를 동북아시아 항공산업의 중심지로 성장시키고 대한민국을 항공산업 선진국으로 만들겠다는 의지가 반영된 것이다.
개량복원 사업은 2009년 4월부터 시작되었는데, 경상남도와 사천시가 각각 5억 원으로 총 10억 원을 투자하고 경남테크노파크가 주관하며 사업 총괄관리, 개념설계, 기본설계 및 성능해석은 경상대학교가, 부품제작, 시험평가, 조립 및 비행시험은 수성기체산업이 맡았다. 또한, 당시 복원작업에 참여했던 제81항공정비창 소속 정비사들의 지원을 받기로 하였으며 이원복 등 항공 관련 전문가 7명을 자문위원으로 위촉하였다. 2009년 7월 6일에는 원활한 복원을 위해 2004년 복원을 추진한 대한민국 공군으로부터 설계도면을 받았는데, 이를 활용하여 설계 및 제작 시간을 단축하고 개발비용을 절감할 수 있었다. 또한, 공력해석, 비행성능 해석, 안정성 해석, 축소모형기 풍동실험 및 비행실험, 구조해석 등을 수행하였으며 이는 부활호 설계에 반영되었다. 기체 설계가 끝난 뒤에는 조종, 계기, 연료, 각 계통에 대한 설계가 이루어졌다. 그리고 2010년 4월 10일에는 경상대학교에서 부활호 개량복원사업 중간보고회가 열렸다. 이날 중간보고회에서는 부활호 제작과정에 관한 보고와 일부 사양에 관한 공개가 이루어졌으며 경상남도의 항공산업 육성계획에 대한 발표도 이루어졌다. 중간보고회 이후 상세설계를 마무리하고 하중시험, 추력계통시험, 연료계통시험 등의 지상시험, 부품 가공 및 조립을 마치게 된다.

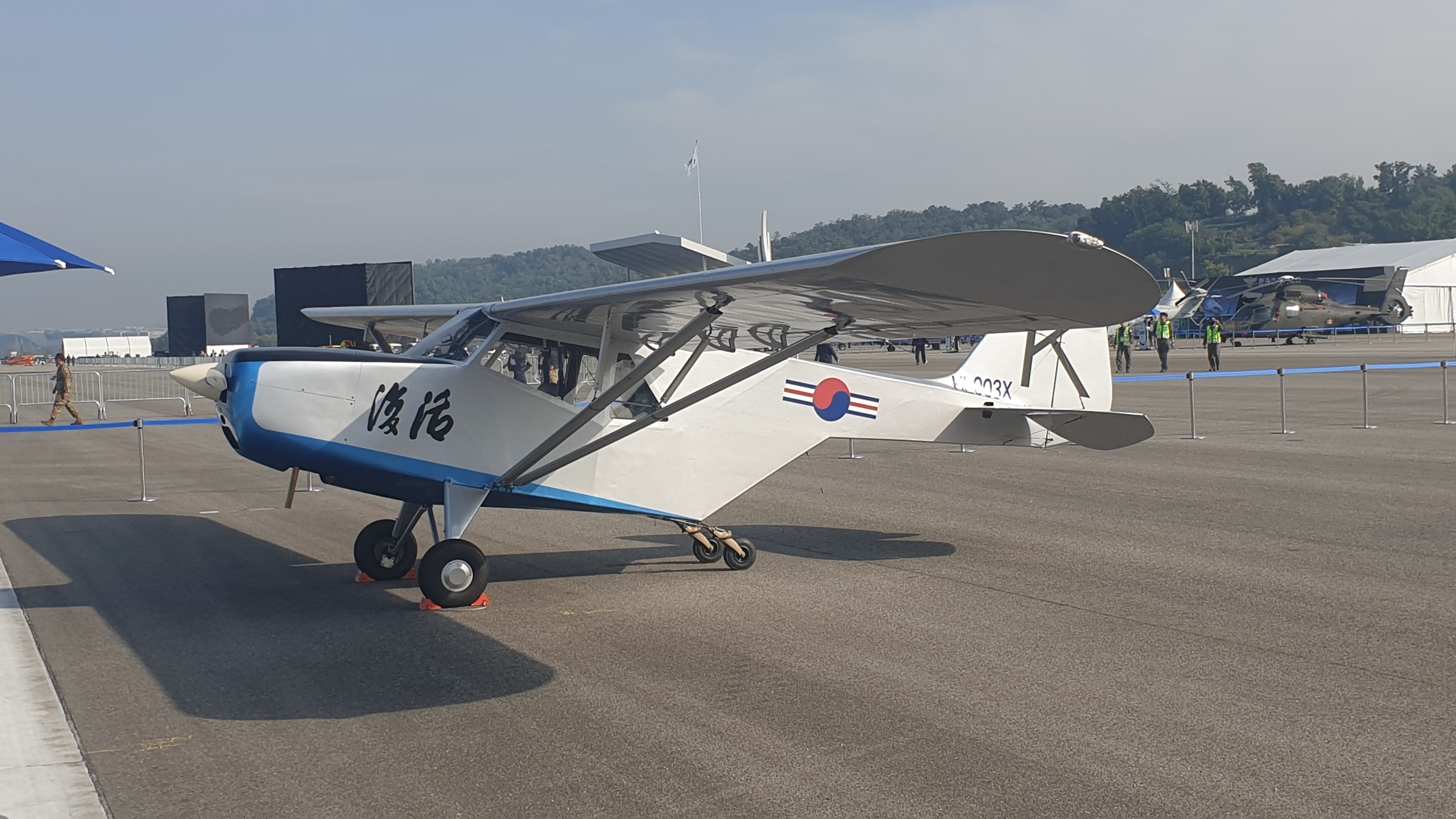
ADEX 2023에 전시된 부활호 개량복원기

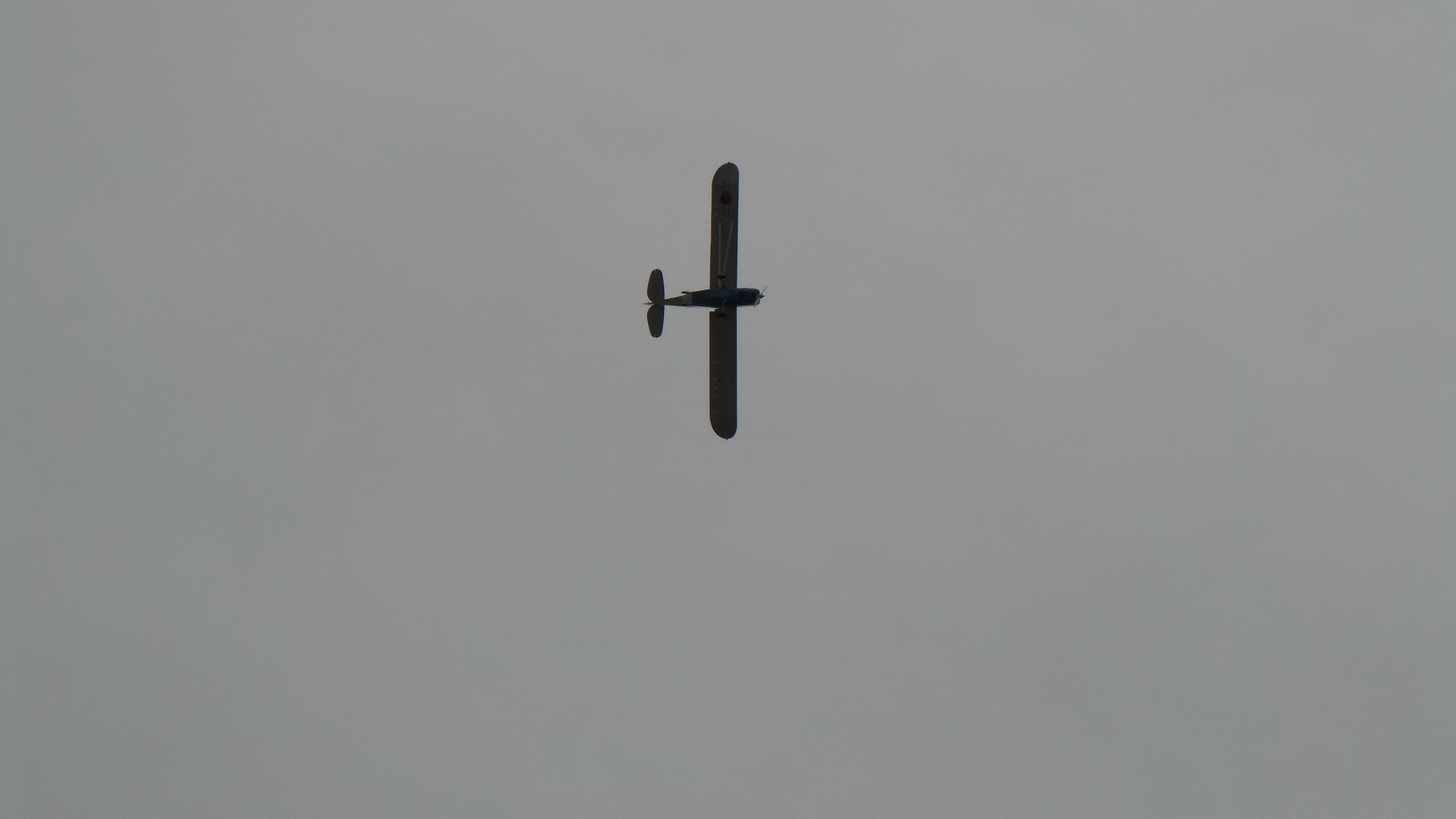
2014 사천항공우주엑스포에서 시범비행중인 부활호 개량복원기

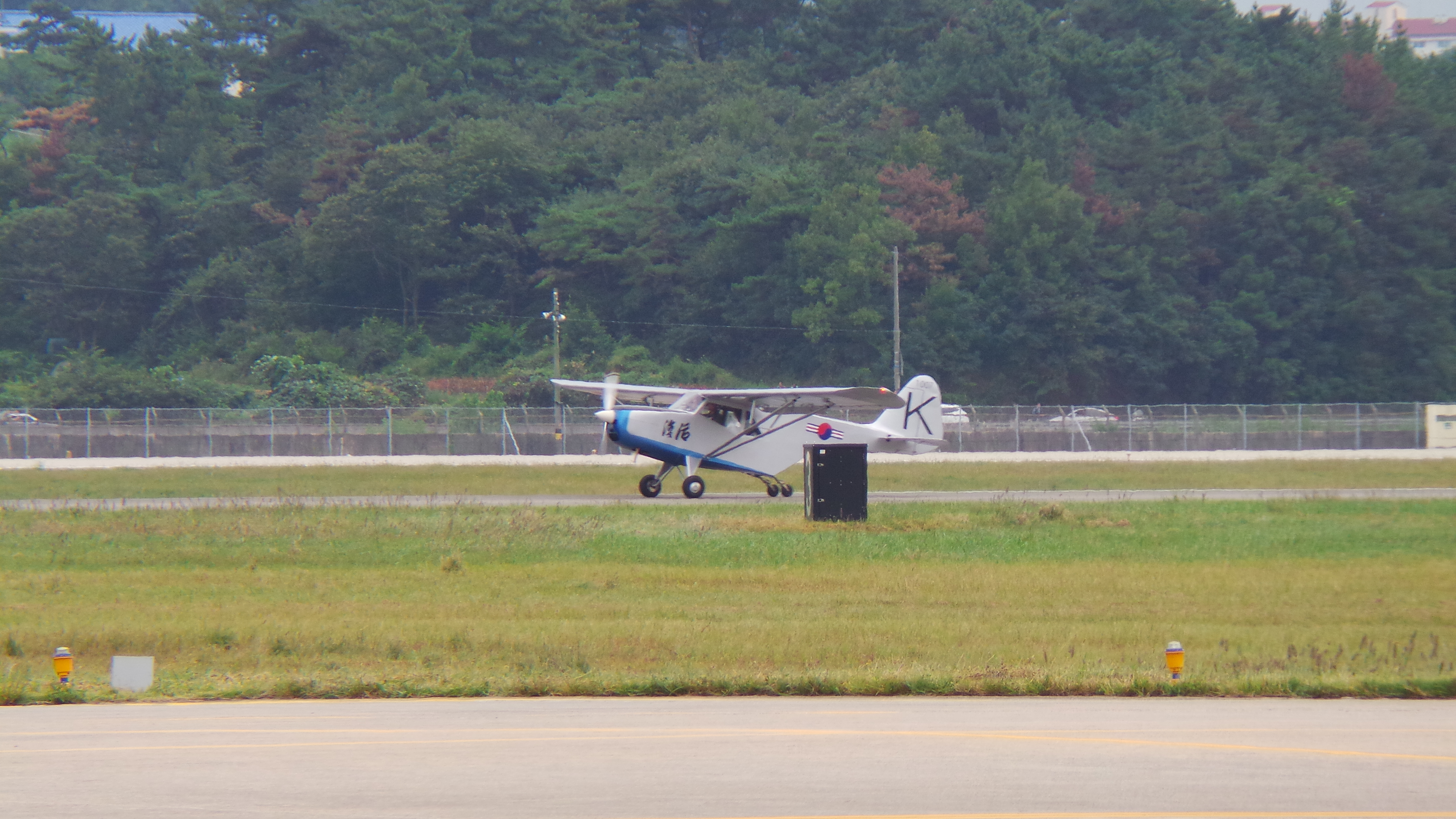
2014 사천항공우주엑스포에서 착륙직후 유도로에 들어선 부활호 개량복원기

경남테크노파크 항공우주센터의 전용 격납고에 보관중인 개량복원 부활호

2011년 3월에는 부활호의 개량복원작업이 마무리되었으며 이에 따라 2011년 3월 16일 경상남도 함안군 칠북면 가연리 소재 수성기체산업 함안공장에서 출고식이 이루어졌다. 이날 출고식에는 이원복과 이인수가 참여하였다. 2011년 6월 15일에는 고속지상활주시험이 이루어졌으며, 2011년 6월 20일에는 드디어 제3훈련비행단에서 개량복원 부활호의 초도비행이 이루어졌다. 그리고 이후 28일까지 총 3회에 거친 비행시험이 이루어졌다. 2011년 7월 14일에는 제3훈련비행단에서 부활호의 개량복원 기념식 및 축하비행이 이루어졌다. 이날 기념식에는 김두관 경상남도지사를 비롯하여 사천시, 공군, 경남테크노파크 등 관계자와 관계기관, 항공 관련 기업체 대표 등 300여 명이 참석하였으며 축하비행 때에는 KT-1 2대와 같이 비행하였다. 축하비행 조종은 배영호 예비역 공군 중령이 맡았다. 부활호 개량복원기는 총 2대가 만들어졌는데, 이 중 부활-001호는 전시용이며 부활-002호는 비행용이다. 그러나 전시용과 비행용 사이에 차이는 없다. 비행용 개량복원기는 국토해양부의 특별 감항증명을 받아야만 비행할 수 있는데 그 이유는 부활호가 과거의 설계도를 바탕으로 실험용으로 제작되었기 때문이다. 부활호에 대한 특별 감항증명은 2015년 10월 현재까지 2011년 6월과 8월, 2014년 8월과 9월, 그리고 2015년 9월로 총 5번 이루어졌다. 2인승이므로 승객을 태우는 것은 불가능하며 국토부에 미리 신청한 1명만이 조종할 수 있다.
현재 경상남도와 사천시는 부활호 개량복원을 통해 기체 설계, 조립, 제작기술과 시험비행 데이터를 확보하여 산업계, 학계, 연구계의 항공기 연구개발을 위한 자료로 활용하고 있다. 또한 개량복원기는 주기적인 정비와 시험비행을 수행하여 항상 비행 가능한 상태로 유지되고 있으며 사천항공우주엑스포와 같은 여러 행사에서 축하비행 및 교육용으로 활용되고 있다.

### 원형기/복원기에 비해 달라진 점
- 기체 구조에서 여러 가지 요소가 추가, 삭제, 또는 수정되었다.

- 원형기는 날개, 동체, 조종면 등을 우포로 감쌌으나 개량복원기는 꼬리날개, 날개 끝, 동체 외피를 복합재로 만들었으며 주날개 외피는 알루미늄을 사용했다.
- 원형기의 수직안정판과 수평안정판은 평판이었으나 개량복원기는 날개꼴 형상(NACA 0006)으로 만들었다.
- 원형기는 외피가 우포로 되어 있기 때문에 날개보 플랜지의 위쪽과 아래쪽이 외피와 접촉하지 않으나 개량복원기는 날개의 외피가 알루미늄이기 때문에 날개보가 외피에 닿게끔 높이를 더 높게 했다.
- 원형기의 상반각과 붙임각은 알 수 없었으므로 개량복원기에서는 상반각을 1°, 붙임각을 1.5°로 확정하였다. 상반각은 도면상의 각도를 측정하여 확정하였고 붙임각은 수평비행을 위한 공력계산을 통하여 계산한 것이다.
- 복원기의 주날개 리브 간격은 500~600mm이나 개량복원기는 600~700mm로 늘어났다.
- 트러스 구조해석을 하여 불필요한 부재가 제거되었다.
- 엔진은 원형기(85마력)보다 더 강력한 100마력의 ROTAX 912ULS2를 채택하였으며 프로펠러는 조정식 2A0R5R70EN으로 채택되었다. 엔진이 변경됨에 따라 연료 계통, 엔진 장착 위치 및 카울링이 재설계되었다.

- Smith Miniplane의 연료탱크를 개조하여 16갤런의 연료를 탑재할 수 있도록 하였다.
- 연료량 감지 센서와 저연료량 경보기, 연료 압력 센서 등이 추가되었다.
- 연료 밸브와 역류방지용 체크밸브가 추가되었다.
- 조종 계통, 계기 계통, 전기 계통이 재설계되었다.

- 조종 계통, 계기 계통, 전기 계통의 설계는 FAR Part 23을 기준으로 하였다.
- 조종 계통은 복원기의 것과 가급적 동일하게 설계하되 기내공간 확대, 조종성 및 편의성을 향상시키기 위하여 수정하였다.
- 원형기는 아날로그식 계기를 사용하지만 개량복원기는 전자식 계기를 주 계기로, 아날로그식 계기(속도계, 고도계, 인공수평의)를 보조 계기로 사용했다.
- 바퀴다리 계통이 재설계되었다.

- 복원기의 주바퀴는 6.00-6 4ply 규격의 것을 사용하나 개량복원기는 하중 여유를 늘리기 위해 6.00-6 6ply 규격의 것을 사용하게끔 했다.
- 원형기의 바퀴 버팀대는 L-16의 것을 그대로 사용하였으나 개량복원기는 동급의 Aeronca Chief의 버팀대를 사용하게끔 했다.
- 원형기는 부주를 설치가능하게끔 설계하였으나 구하지 못하여 실제 장착은 하지 못했다. 개량복원기는 FULL LOTUS FL950 모델의 부주를 구매하여 설치할 수 있게 하였다.
- 항공기용 낙하산(Ballistic Recovery Systems)[26], 블랙박스를 장착하였다.
- 수평꼬리날개에 트림 조절용으로 사용하는 붙임각 조절장치(Piper사의 항공기에 적용되는 것)가 적용되었다.
- 그 외 여러 부분에서 수정 및 추가가 이루어졌다.

## 전시·보관장소 및 행사
- 복원기

- 국립공군박물관
- 개량복원기

- 경남테크노파크 항공우주센터
- 경남과학대전
- 사천에어쇼
- 서울 ADEX
- 사천시청 의회동
- 한국항공우주산업

## 미디어에서의 등장
2011년 6월 23일 개봉한 연필로 명상하기의 장편 애니메이션 소중한 날의 꿈에 부활호가 등장한다. 작중에서는 김철수의 삼촌이 어떤 고등학교 창고에서 발견하여 비행할 수 있게끔 수리하는 것으로 나온다.

## 제원
부활호의 제원은 김진원, 이원복 등이 공표한 저술에서 등장하는 것이 현재 가장 잘 알려져 있다. 이는 영문으로 작성된 KL-1007 Liaison Aircraft Specification의 내용과 거의 같다. 그러나 여기에서 나오는 부활호의 제원이 1953년 당시 생산된 자료를 그대로 인용한 것인지는 분명하지 않다. 특히 여기에서 보이는 제원 중 성능제원은 공군에서 보유하고 있는 1차사료나 공군이 발간한 보도문 등에서 보이는 것과는 차이가 있다는 점에서 의문이 있다. 한편 치수제원, 특히 주날개 폭의 경우 알려져 있는 것과 정면사진을 토대로 실측한 값 사이에 차이가 발견된다. 따라서 아래에 보이는 부활호 원형기의 제원에 대해서는 향후 추가적인 연구를 통한 검증이 필요하다.
| 제원         | 제원         | 원형기(1953) 및 복원기(2004)                                                                    | 개량복원기(2011) |
| ------------ | ------------ | ----------------------------------------------------------------------------------------------- | --- |
| 형식         | 형식         | 고익 단엽 지주식 단발 프로펠러기                                                                | 고익 단엽 지주식 단발 프로펠러기 |
| 동체 형식    | 동체 형식    | 크롬-몰리브덴(SAE4130) 강관용접 트러스 구조 천(우포) 피복 동체                                  | 크롬-몰리브덴(SAE4130) 강관용접 트러스 구조 복합재 외피 동체, 알루미늄 외피 날개 |
| 승무원       | 승무원       | 2명 (종렬 복좌식 우측 출입문)                                                                   | 2명 (종렬 복좌식 우측 출입문) |
| 전장         | 전장         | 6.6 m                                                                                           | 6.7 m |
| 전폭         | 전폭         | 12.7 m (사진자료 실측 결과는 9.7m)                                                              | 12.7 m |
| 전고         | 전고         | 3.05 m (수평시) 2.07 m (지상주기시)                                                             | 3.10 m |
| 날개         | 익형         | NACA 4412                                                                                       | NACA 4412 |
| 날개         | 익면적       | 17.3 m² (사진자료 실측 결과는 14.6 m²)                                                          | 16.96 m² |
| 날개         | 플랩         | 슬롯 플랩 (원형기) 단순 플랩 (복원기)                                                           | 단일 슬롯 플랩 |
| 자체중량     | 자체중량     | 380 kg                                                                                          | 495.0 kg |
| 전비중량     | 전비중량     | 580 kg                                                                                          | |
| 최대이륙중량 | 최대이륙중량 | 600 kg                                                                                          | 692.7 kg |
| 동력계통     | 엔진 모델명  | 콘티넨탈 O-190-1(C-85-8FJ) (원형기) 콘티넨탈 O-200 (복원기)                                     | ROTAX 912ULS2 |
| 동력계통     | 형식         | 공랭식 수평대향형 4기통                                                                         | 액랭식 수평대향형 4기통 |
| 동력계통     | 연료         | 옥탄가 80~85 항공휘발유 (12 gal)                                                                | EN 228 (16 gal) |
| 동력계통     | 출력         | 85 hp (이륙시)                                                                                  | 100 hp (이륙시) 95 hp (순항시) |
| 동력계통     | 회전수       | 2,575 RPM (이륙시) 2,400 RPM (순항시)                                                           | 5,800 RPM (이륙시) 5,500 RPM (순항시) |
| 동력계통     | 연료소모율   | 6.5 gal/h (해수면)                                                                              | 4.9 gal/h |
| 동력계통     | 프로펠러     | 4013-14-90CF7045 (2엽 고정 피치)                                                                | Sensenich 2A0R5R70EN (2엽 조정 피치) |
| 최대속도     | 최대속도     | 180 km/h                                                                                        | 250 km/h (설계강하속도) 225.4 km/h (최대순항속도) |
| 순항속도     | 순항속도     | 145 km/h                                                                                        | 166.7 km/h (설계순항속도) |
| 실속속도     | 실속속도     | 78.0 km/h (플랩 접음) 67.2 km/h (플랩 펼침)                                                     | 83.6 km/h (플랩 접음) 64.5 km/h (이륙 플랩) 56.9 km/h (착륙 플랩) |
| 항속거리     | 항속거리     | 불명                                                                                            | 541.5 km |
| 실용상승한도 | 실용상승한도 | 4,900 m                                                                                         | 4,572 m (15,000 ft, 운용한계) |
| 상승율       | 상승율       | 불명                                                                                            | 7.6 m/s |
| 항전장비     | 항전장비     | 불명                                                                                            | FlightDEK-D180 전자식 계기 NARCO AT 165 Mode C 트랜스폰더 NARCO AR-850 고도 인코더 Garmin SL30 보관됨 2016-03-05 - 웨이백 머신 통신 및 항법장치 Garmin GPSMAP 296 보관됨 2016-03-05 - 웨이백 머신 위성항법장치 |
| 외부 장착물  | 외부 장착물  | 없음                                                                                            | FULL LOTUS FL1450 부주 |
| 기타         | 기타         | 동체 후방에 투하창 설치 후방석은 뒤로 돌아 앉을 수 있게 만들어짐 바퀴를 떼어내고 부주 장착 가능 | 동체 후방에 투하창 설치 BRS 1600 softpack HD 항공기용 낙하산 장착 바퀴를 떼어내고 부주 장착 가능 |

※원형기/복원기의 엔진 제원은 모두 원형기 기준

## 참고 문헌
- 심재우 (2003년 12월 17일). “[사람 사람] "국산 1호 비행기 '부활' 찾습니다"”. 《중앙일보》.
- 심재우, 조문규 (2004년 1월 15일). “50년 전 사라진 국산 1호 비행기 '부활'”. 《중앙일보》.
- 이원복 (1999년). “행방불명된 국산 1호 비행기”. 《과학과 기술》 (한국과학기술단체총연합회) 제32권 (제9호): 82~83쪽. ISSN 1599-7340.
- 이원복 (2007년). “부활호의 설계 및 제작”. 《KSAS매거진》 (한국항공우주학회) 제1권 (제1호): 12~21쪽. ISSN 1975-9525.
- 이원복 (2008년 10월 28일). “이승만 대통령과 한국최초의 국산 비행기 '부활호'”.
- 권주혁 (2010년 5월 25일). 《한국공군과 한국전쟁》. 퓨어웨이 픽쳐스. 256~263쪽. ISBN 978-89-964457-1-5.
- 경남테크노파크; 경상대학교; 수성기체산업 (2011년 7월 29일). 《최초 국산비행기 부활호 복원제작사업 제1세부과제 최종보고서》 (학위논문). 경상대학교.
- 이윤식 (2012년 12월 14일). 《신화의 시간》. 비씨스쿨. 324~329쪽. ISBN 978-89-91714-26-7.
- 박찬우; 김병수; 조태환; 조환기; 옥주선 (2013년). “부활호 복원 설계, 제작 및 성능 연구”. 《한국항공우주학회지》 (한국항공우주학회) 제41권 (제7호): 552~560쪽. doi:10.5139/JKSAS.2013.41.7.552. ISSN 1225-1348.
- 박준하 (2004년 7월). “새롭게 부활하라! 국산 1호 항공기 「부활」호”. 《공군》 (공군본부 정훈공보실) (제313호): 16~18쪽.
- 오희나 (2008년 10월 17일). “경남 사천, 부활호 타고 우주로”. 《이코노믹리뷰》.
- 안원준 (2010년 4월 19일). “국산 1호 비행기 ‘부활호’ 다시 난다”. 《세계일보》.
- 정학구 (2008년 10월 16일). “국산1호 비행기 '부활호' 복원..에어쇼에 나선다”. 《연합뉴스》.
- 김해연 (2009년 7월 13일). “경남도 최초 국산 경비행기 '부활호' 복원”. 《뉴시스》.
- 김재홍 (2011년 7월 14일). “최초 국산비행기 '부활호' 다시 하늘을 날았다”. 《연합뉴스》.
- “국산1호 비행기 개량복원한 '부활호'…특별 비행허가”. 《연합뉴스》. 2015년 9월 18일.
- 이상각. “신문팔이 소년, 조국의 하늘에서 나부끼다”. 《항공문화 2014년 여름》 (대한민국항공회) (제18호): 10~13쪽. ISSN 2093-6567. 2016년 3월 5일에 원본 문서에서 보존된 문서.
- 임달연 (2001년 10월 15일). 《한국항공우주사》. 한국항공대학교출판부. 72~74, 285~286쪽. ISBN 978-89-72870-12-8.
- “사라졌던 한국 1호 항공기 51년만에 `부활`”. 《도깨비뉴스》. 2004년 10월 30일. 2017년 2월 20일에 원본 문서에서 보존된 문서.
- 사천항공63년사발간위원회 (2016년 12월 30일). 《사천 항공 63년사》. 연경문화사. 43, 45쪽.
- 이원복 (2005년 1월 1일). “한국 최초로 공군에서 설계 제작한 항공기 “부활호””. 《항공기술과 정보》 (한국항공기술협회) 제12권 (제9호 (통권 제35호)): 5~9쪽.
- 김진원 (1992년 2월). “항공 발달사”. 《한국항공우주학회지》 (한국항공우주학회) 제20권 (제3호): 148쪽. ISSN 1225-1348.
- 이서림 (1954년 1월). “學校特集② 루포 - 또 하나의 建設者 空軍技術學校”. 《코메트》 (공군본부 정훈감실) (제7호): 45쪽.
- 이동건 (2021년 11월 17일). 《최초 국산 경비행기 부활호》. 공군역사기록관리단.
- 공군박물관 (2021년 12월 31일). 《'부활호', KF-21로 부활하다!》. 공군박물관.
- 김기둥. “국산 1호 항공기 '부활'”. 《한국향토문화전자대전》.

## 참고 자료
- 부활호 - 국가유산청 국가유산포털